# Iva Hüttnerová
Iva Hüttnerová (* 17. prosince 1948 Praha) je česká herečka, výtvarnice a spisovatelka.

## Život
Narodila se 17. prosince 1948 v Praze. V letech 1967 až 1971 studovala na Divadelní fakultě Akademie múzických umění v Praze obor herectví u profesora Oty Sklenčky. Zde také začala malovat. Po studiích hrála do roku 1977 v Divadle Vítězslava Nezvala v Karlových Varech. V sedmdesátých a osmdesátých letech hrála v Divadle na okraji. Zde se proslavila rolí strýce Pepina v Hrabalových Postřižinách, za niž roku 1978 získala cenu na festivalu Divadelní mládí v Českých Budějovicích. Dále hrála v divadlech Pod Palmovkou, Divadlo Josefa Dvořáka, Na Fidlovačce.
Ve filmu se nejvíce proslavila rolí manželky hlavního hrdiny v hořké komedii Víta Olmera Co je vám, doktore?.
Jejím manželem byl divadelní režisér Ivan Rajmont, s nímž má syna Matouše Rajmonta, známého z dětské role ve filmu Pětka s hvězdičkou, kde roli učitelky ztvárnila i Iva Hüttnerová. Role učitelek pro ni byly vůbec dost typické, učitelku hrála i v dětském filmu Neohlížej se, jde za námi kůň.
V televizi byla několik let moderátorkou magazínu České televize Domácí štěstí.
Zahrála si i postavu Jolany Lepařové v seriálu Ordinace v růžové zahradě 2.
Od roku 2020 do roku 2022 hrála roli hospodyně Alžběty v seriálu Slunečná.
Je sběratelkou starých domácích předmětů a její romantický pohled na svět se odráží v jejích obrazech a kresbách. Vystavuje doma i v zahraničí a je zastoupena ve sbírkách naivního umění v Česku i v zahraničních galeriích. Je autorkou a ilustrátorkou několika knih.

### Dílo – knihy
- HÜTTNEROVÁ, Iva. Obrázky z lásky. Praha: HAK – Humor a kvalita, 1994. 81 s. ISBN 80-85910-01-2
- KNITLOVÁ, Jana. Stoletá holka. Ilustrace Iva HÜTTNEROVÁ. 1. vyd. Praha: Albatros, 1997. 119 s. ISBN 80-00-00538-7

- HÜTTNEROVÁ, Iva. Domácí štěstí: jak si správně v životě vésti. Praha: HAK, 1999. [59] s.

- HÜTTNEROVÁ, Iva. Domácí štěstí: jak si správně v životě vésti. V Praze: Andrej Šťastný, 2003. [59] s.ISBN 80-85910-26-8
- KUBÁTOVÁ, Marie. Kouzlo rodinného stolu. Ilustrace Iva HÜTTNEROVÁ. Vyd. 1. Praha: Sláfka, 2003. ISBN 80-86631-05-2
- HÜTTNEROVÁ, Iva. Za domácím štěstím: sbírka poučných a praktických rad z domácnosti, jakož i předpisů ku získání a zachování krásy duševní i tělesné, jež má znáti každá žena. Vyd. 1. Praha: PM vydavatelství, 2009. 106 s. ISBN 978-80-900808-1-2

## Galerie

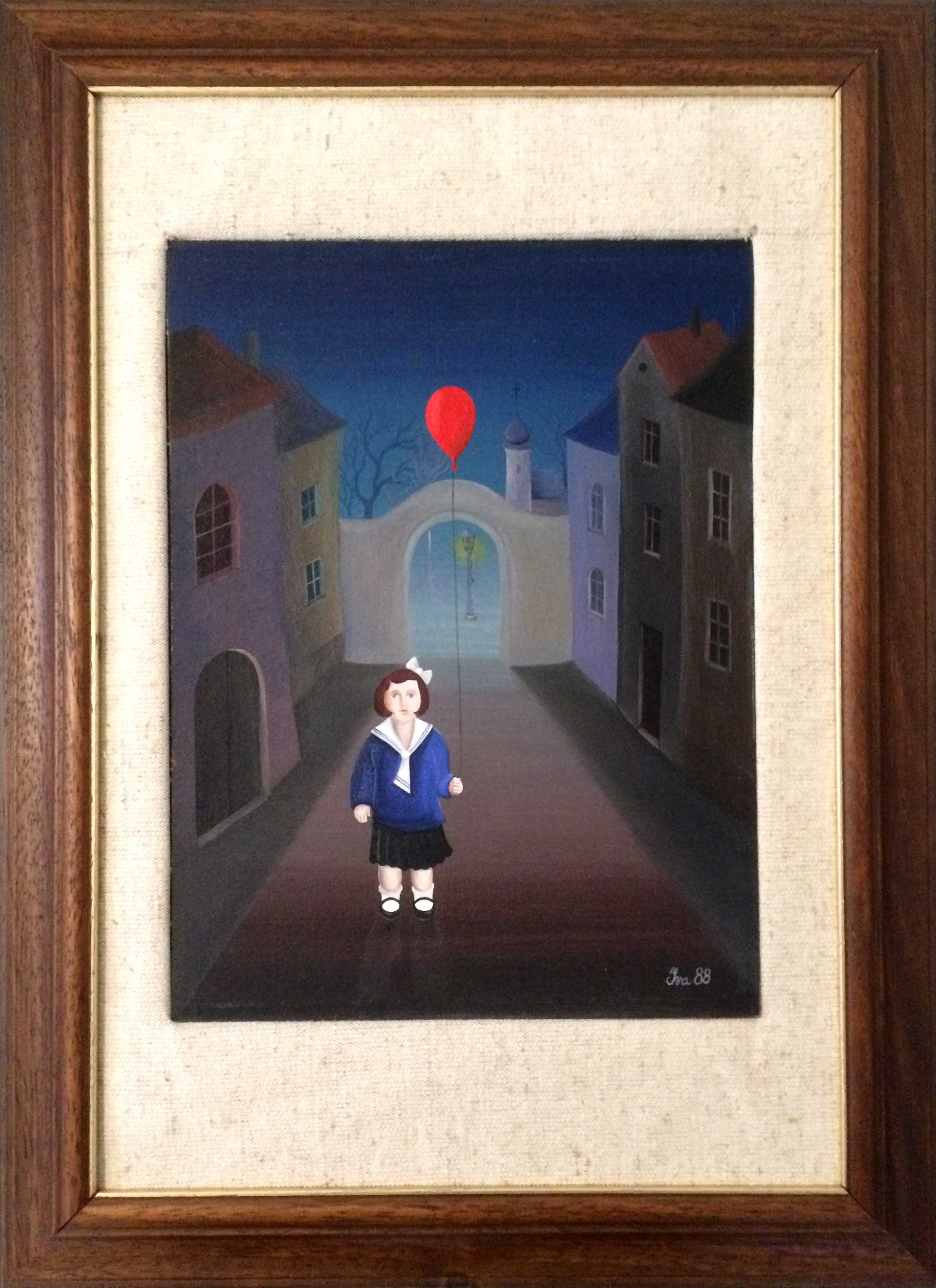
Holčička s červeným balónkem. Olej na dřevěné desce.